# Glienicker Lake

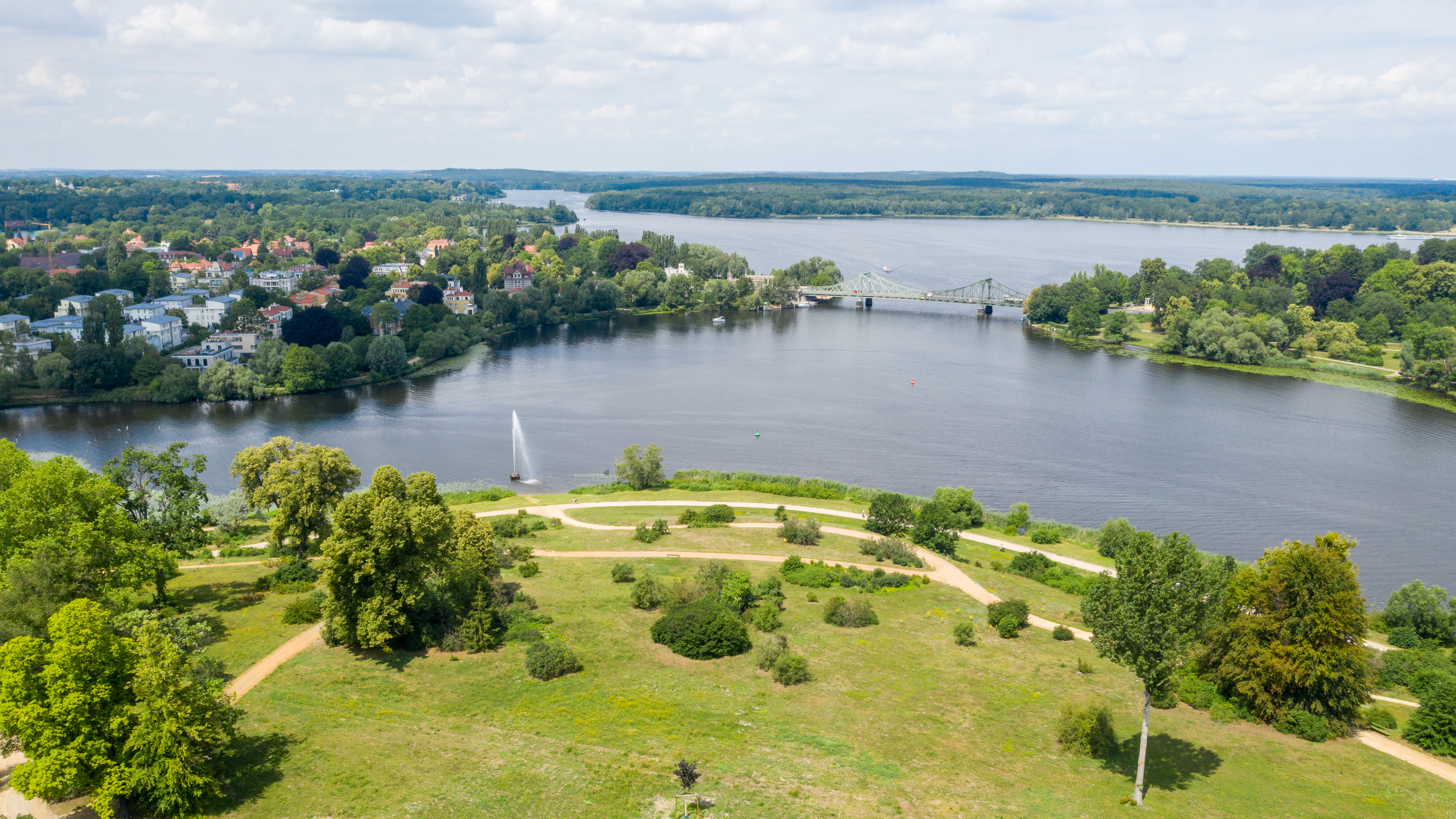
Glienicker Lake sedd från Babelsbergparken mot Glienicker Brücke.

Glienicker Lake är en omkring 550 meter lång och 300 meter bred insjö i floden Havel, belägen vid gränsen mellan Berlin och Potsdam.
Sjön har sitt huvudsakliga tillflöde genom floden Havel, som rinner från Jungfernsee i norr genom Glienicker Lake och vidare in i Tiefer See åt sydväst. I öster ansluter Teltowkanalens västra ände och Griebnitzsee.
Vid sjöns norra ände korsar Glienicker Brücke Havels flöde och sammanbinder stadsdelen Berliner Vorstadt i Potsdam med stadsdelen Wannsee i Berlin. Vid den södra sidan ligger Babelsbergparken och Babelsbergs slott, och vid den nordöstra sidan ligger Jagdschloss Glienicke och stadsdelen Klein Glienicke i Potsdam.
Glienicker Lake låg vid Berlinmuren från 1961 till 1989 och Glienicker Lake utgjorde den västra gränsen för hur långt nedströms flodtrafiken från Västberlin kunde ta sig utan att passera en gränsövergång. Endast lastfartyg till och från Västberlin tilläts trafikera gränsövergången, medan fritidsbåtar ej släpptes igenom.